# Mošnica (dolina)

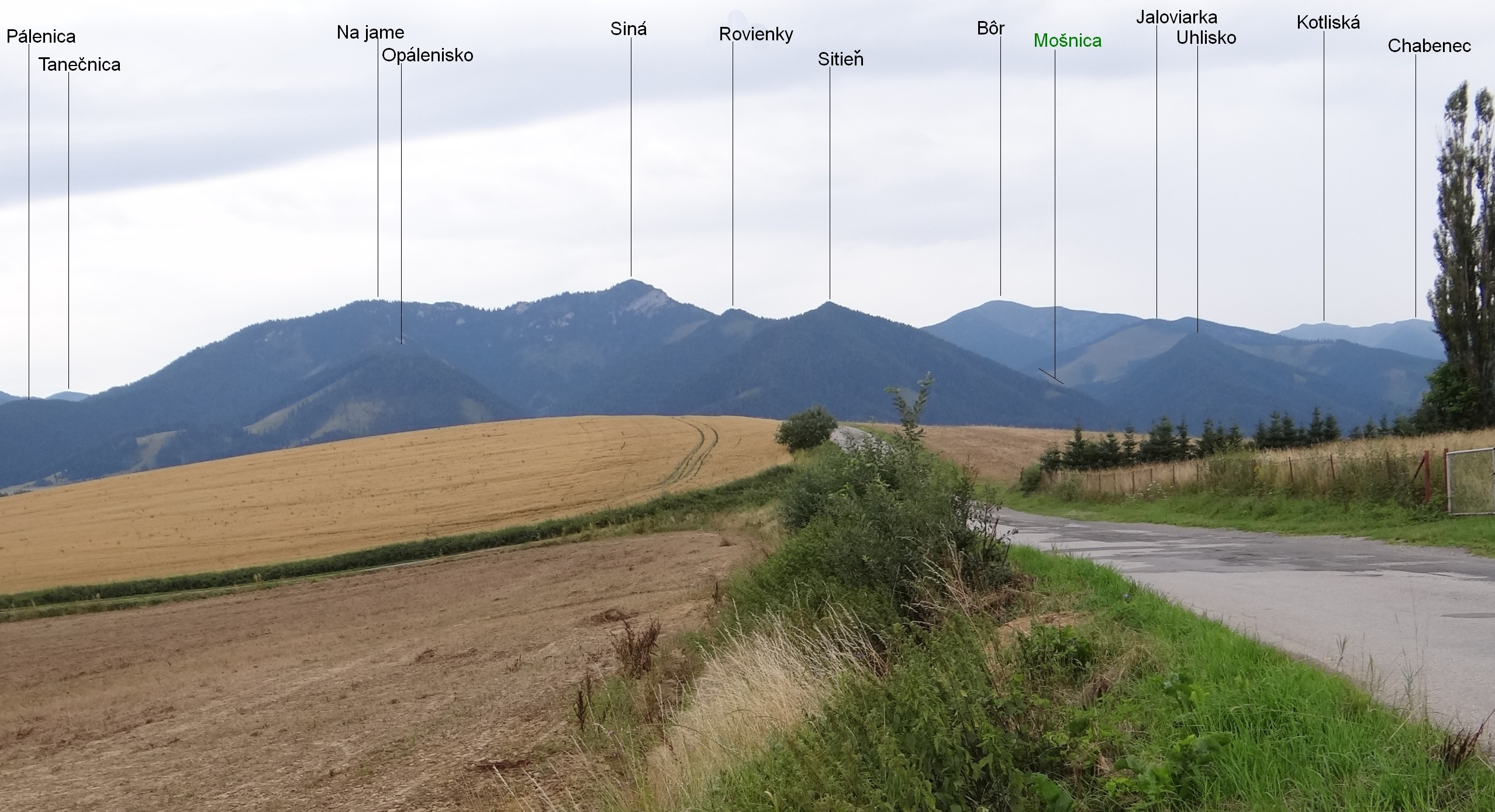
Widok z miejscowości Svätý Kríž

Mošnica – dolina w północnej części Niżnych Tatr na Słowacji. Jej stoki tworzą dwa grzbiety odgałęziające się od szczytu Bôr (1888 m):
- grzbiet północno-zachodni opadający poprzez szczyty Jaloviarka (1429 m) i Uhlisko (1229 m),
- grzbiet północno-wschodni ze szczytami Siná (1560 m),  Sitieň (1266 m) i Pod Dobákom (841 m)[1].

Dolina spod szczytu Bôr opada w kierunku północno-zachodnim i ma wylot na Kotlinie Liptowskiej w miejscowości Lazisko. Dnem doliny spływa potok Mošnica. Niemal w całości znajduje się w obrębie Parku Narodowego Niżne Tatry. Jest w większości porośnięta lasem, ale na stokach Jaloviarki i na dnie doliny znajdują się duże polany – to pozostałości dawnych hal pasterskich. Nie prowadzą przez nią żadne szlaki turystyczne.
Mošnica wyżłobiona jest w skałach węglanowych. Wśród drzew na jej wschodnich stokach znajdują się liczne wapienne skały i turnie. Są w niej dwie jaskinie: Mošnicka jaskyňa i Augustova jaskyňa.